# Fiona Everard
Fiona Everard (30 settembre 1998) è una mezzofondista irlandese.

## Palmarès
| Anno | Manifestazione    | Sede      | Evento         | Risultato | Prestazione | Note |
| ---- | ----------------- | --------- | -------------- | --------- | ----------- | ---- |
| 2017 | Europei di cross  | Šamorín   | Corsa U20      | 62ª       | 15'11"      |      |
| 2017 | Europei di cross  | Šamorín   | A squadre      |           |             |      |
| 2023 | Europei di cross  | Bruxelles | Corsa seniores | 34ª       | 37'06"      |      |
| 2023 | Europei di cross  | Bruxelles | A squadre      |           |             |      |
| 2024 | Mondiali di cross | Belgrado  | Corsa seniores | 64ª       | 36'53"      |      |
| 2024 | Europei di cross  | Antalya   | Corsa seniores | 73ª       | 28'47"      |      |
| 2024 | Europei di cross  | Antalya   | A squadre      | 10ª       | 130 p.      |      |

## Campionati nazionali
2018
- 4ª ai campionati irlandesi under-23 indoor, 1500 m piani - 4'52"19

2019
- 7ª ai campionati irlandesi indoor, 1500 m piani - 4'52"48
- Bronzo ai campionati irlandesi under-23 indoor, 1500 m piani - 4'59"72

2020
- 8ª ai campionati irlandesi under-23 indoor, 1500 m piani - 4'56"88

2022
- 9ª ai campionati irlandesi di corsa campestre - 28'19"

2023
- 12ª ai campionati irlandesi, 5000 m piani - 16'46"93
- 4ª ai campionati irlandesi indoor, 3000 m piani - 9'30"13
- Oro ai campionati irlandesi di corsa campestre - 36'32"
- Oro ai campionati universitari irlandesi, 5000 m piani - 17'11"04

2024
- 6ª ai campionati irlandesi, 5000 m piani - 16'13"90
- 4ª ai campionati irlandesi di corsa campestre - 27'24"
- Bronzo ai campionati irlandesi di 10 km su strada - 33'22"

## Altre competizioni internazionali
2023
- 14ª alla CrossCup de Hannut ( Hannut) - 30'06"